# PartyNextDoor
 (janvier 2015).
Si vous disposez d'ouvrages ou d'articles de référence ou si vous connaissez des sites web de qualité traitant du thème abordé ici, merci de compléter l'article en donnant les références utiles à sa vérifiabilité et en les liant à la section « Notes et références ».
PartyNextDoor, stylisé PARTYNEXTDOOR, de son vrai nom Jahron Anthony Brathwaite, né le 3 juillet 1993 à Mississauga (Ontario), est un chanteur, rappeur et producteur canadien. Il réalise son premier EP le 1er juin 2013 chez OVO Sound de Drake.

## Histoire
La signature de PartyNextDoor sur le label OVO Sound a été annoncée avec la sortie de la chanson Make a Mil sur le blog officiel de Drake. Sa première mixtape, PartyNextDoor, a été déclarée sur l'iTunes Store le 1er juillet 2013. Elle est entrée numéro six dans les hit-parade Billboard Heatseekers Albums avec 2 000 copies et numéro 34 pour les Top R&B/Hip-Hop Albums.
Le 26 août 2013, Over Here, en featuring avec Drake, est diffusé par les radios américaines d'urban music. Le single se classe 34e dans les Billboard Hot R&B/Hip-Hop Airplay. En octobre 2013, PartyNextDoor commence une tournée avec Drake, Future et Miguel. Son premier album studio, PARTYNEXTDOOR TWO, est publié le 29 juillet 2014, il se classe 15e dans le top album aux États-Unis.
Le 12 août 2016, il sort son deuxième album studio intitulé PARTYNEXTDOOR 3 (P3) regroupant 16 titres dont un en featuring avec Drake.
En 2017, il sort deux EPs, Colours 2 en juin ainsi que Seven Days en septembre. Il annonce par la suite une tournée européenne prévue début 2018.
Le 27 mars 2020, PartyNextDoor publie son troisième album studio intitulé PARTYMOBILE composé de 15 titres pour une durée totale de 56 minutes. On retrouve en featuring sur l'album le rappeur Drake, mais aussi Rihanna ainsi que le chanteur Bad Bunny.

## Vie privée
En mai 2016, il est en couple avec Kylie Jenner, le couple se sépare en juillet 2016.

## Discographie

### Albums studio
- 2014 - PARTYNEXTDOOR TWO
- 2016 - PARTYNEXTDOOR 3 (P3)
- 2020 - PARTYMOBILE
- 2024 - PARTYNEXTDOOR 4

### Albums collaboratifs
- $ome $exy $ongs 4 U (avec Drake), 2025

### EPs
- 2013 : PARTYNEXTDOOR
- 2014 : PNDColours
- 2017 : Colours 2
- 2017 : Seven Days
- 2020 : PARTYPACK

### Collaborations
- Realest In The City (P. Reign feat. Meek Mill), 2014
- Preach (Drake), 2015
- Wednesday Night Interlude(Drake), 2015
- Deserve It (Big Sean), 2015
- Nothing But Net (Travis Scott feat. Young Thug)
- With You (Drake), 2016
- Run Up (Major Lazer feat. Nicki Minaj), 2017
- Still Got Time (Zayn), 2017
- Since Way Back (Drake) ,2017
- Ghost Town (Kanye West), 2018

### Singles
- Over Here (feat. Drake), 2013
- Recognize (feat. Drake), 2014
- Break From Toronto, 2014
- Sex on the Beach, 2014
- Come and see me (feat. Drake), 2016
- Not Nice, 2016
- Don't Know How, 2016
- Split Decision, 2020
- Believe It (feat. Rihanna), 2020
- R e s e n t m e n t, 2023
- R e a l   W o m a n, 2024
- N o C h i l l, 2024